# Smeadovo
Smeadovo (în bulgară Смядово) este un oraș în partea de nord-est a Bulgariei, la poalele Balcanilor. Aparține de  Obștina Smeadovo, Regiunea Șumen. Menționat de călătorul Evliya Çelebi sub numele de Smedovak, a fost proclamat oraș în 1969.

## Demografie
Componența etnică a orașului Smeadovo
     Turci (9,02%)
     Bulgari (70,82%)
     Romi (5,46%)
     Nicio identificare (13,62%)
     Altele (1,06%)
La recensământul din 2011, populația orașului Smeadovo era de 3.846 locuitori. Din punct de vedere etnic, majoritatea locuitorilor (70,82%) erau bulgari, existând și minorități de turci (9,02%) și romi (5,46%). Pentru 13,62% din locuitori nu este cunoscută apartenența etnică.